# Maripá
Maripá es un municipio brasileño del estado del paraná, localizado en la región oeste del estado. En 2010 contaba con una población estimada en torno a los 5.889 habitantes. La ciudad también es conocida regionalmente como la Ciudad de las orquideas, por el cultivo de las mismas en los árboles de la ciudad. Es considerado el quinto municipio de Paraná en calidad de vida, y el 49.º en el país por el Índice de Desarrollo Humano (IDH/2000). 

## Economía
Su economía se basa en la producción agrícola donde se destacan la producción de soja, maíz, mandioca y en la producción de leche pollos y porcinos.